# I'm Ready (Natalie Cole)
| Recensione              | Giudizio |
| ----------------------- | -------- |
| AllMusic                | [ 2 ]    |
| Dizionario del Pop-Rock | [ 3 ]    |

I'm Ready è un album discografico della cantante statunitense Natalie Cole, pubblicato dalla casa discografica Epic Records nell'agosto del 1983.

## Tracce

### LP
Lato A
Testi e musiche di Chuck Jackson e Marvin Yancy, eccetto dove indicato.
1. Too Much Mister – 4:50
2. I Won't Deny You – 3:58
3. I'm Ready – 4:10 (Chuck Jackson, Marvin Yancy, Clarence McDonald)
4. Keep It on the Outside – 4:21

Lato B
Testi e musiche di Chuck Jackson e Marvin Yancy, eccetto dove indicato.
1. Time (Heals All Wounds) – 5:24 (Charles Bynum, Joe Blocker, Natalie Cole)
2. (I'm Coming) Straight from the Heart – 5:10
3. Where's Your Angel? – 3:55 (Alee Willis, Greg Phillinganes)
4. I'm Your Mirror – 5:01 (Natalie Cole)

### CD
Edizione CD del 1992, pubblicato dalla Epic Records (EK 52732)
Testi e musiche di Chuck Jackson e Marvin Yancy, eccetto dove indicato.
1. Too Much Mister – 4:50
2. I Won't Deny You – 3:59
3. I'm Ready – 4:09 (Chuck Jackson, Marvin Yancy, Clarence McDonald)
4. Keep It on the Outside – 4:21
5. Time (Heals All Wounds) – 5:25 (Charles Bynum, Joe Blocker, Natalie Cole)
6. (I'm Coming) Straight from the Heart – 5:11
7. Where's Your Angel? – 3:55 (Alee Willis, Greg Phillinganes)
8. I'm Your Mirror – 5:01 (Natalie Cole)
9. Winner (Take All) – 5:11 (Eddie Cole, Natalie Cole) – Traccia bonus - Brano inedito
10. Azz Iz – 5:41 (Claytoven Richardson, Larry Batiste) – Traccia bonus - Brano inedito
11. Movin' On – 5:23 (Eddie Cole, Natalie Cole) – Traccia bonus - Brano inedito
12. How Can You Stop? – 4:43 (Natalie Cole) – Traccia bonus - Brano inedito

## Formazione
- Natalie Cole - voce, battito di mani
- Wali Ali - chitarra
- Marvin Yancy - tastiera
- John McGhee - chitarra
- Ron Kersey - tastiera
- Freddie Washington - basso
- Alvino Bennett - batteria
- Eddie Cole - battito di mani, cori
- Paulinho da Costa - percussioni
- Marvin Yancy - tastiera
- Chuck Bynum - chitarra, cori, sintetizzatore
- Neil Stubenhaus - basso
- John Robinson - batteria
- George Duke - tastiera
- Paul Jackson Jr. - chitarra
- Stanley Clarke - basso, battito di mani
- Todd Cochran - tastiera
- Lelan Zole - percussioni
- Jeff Silvers - battito di mani
- Suzie Meyers - battito di mani
- Hanley Edwards - battito di mani
- Bruce Edwards - battito di mani
- Alex Brown, Marva Kolcom, Lynn Davis - cori

Note aggiuntive
- Chuck Jackson e Marvin Yancy - produttori (eccetto brani: Time (Heals All Wounds), Where's Your Angel?, I'm Your Mirror)
- Stanley Clarke - produttore (brani: Time (Heals All Wounds), Where's Your Angel?, I'm Your Mirror)
- Larkin Arnold - produttore esecutivo
- Cheryl Dickerson - coordinatrice della produzione
- Chuck Bynum - produttore (solo brano: Time (Heals All Wounds))
- Brani: Too Much Mister / I Won't Deny You / I'm Ready / Keep It on the Outside / I Won't Deny You, registrati al Larrabee Sound di Los Angeles, California
- Barry Rudolph - ingegnere delle registrazioni (Too Much Mister / I Won't Deny You / I'm Ready / Keep It on the Outside / I Won't Deny You)
- Sabrina Buchanek - assistente ingegnere delle registrazioni (Too Much Mister / I Won't Deny You / I'm Ready / Keep It on the Outside / I Won't Deny You)
- Brani: Too Much Mister / I Won't Deny You / I'm Ready / Keep It on the Outside / I Won't Deny You, mixati al Larrabee Sound di Los Angeles, California
- Chuck Jackson, Marvin Yancy e Barry Rudolph - ingegneri del mixaggio
- Fred Weslex - horn contractor
- Janice Gowey - string contractor
- Brani: Time (Heals All Wounds), Where's Your Angel?, I'm Your Mirror, registrati al Larrabee Sound di Los Angeles, California
- Erik Zobler - ingegnere delle registrazioni (Time (Heals All Wounds), Where's Your Angel?, I'm Your Mirror)
- Judy Clapp, Sabrina Buchanek e Jeff Silver - assistenti ingegnere delle registrazioni (Time (Heals All Wounds), Where's Your Angel?, I'm Your Mirror)
- Brani: Time (Heals All Wounds), Where's Your Angel?, I'm Your Mirror, mixati al Village Recorders, West Los Angeles, California
- Robin Lane - assistente ingegneri del mixaggio (Time (Heals All Wounds), Where's Your Angel?, I'm Your Mirror)
- Strumenti a corda e strumenti a fiato (Time (Heals All Wounds), Where's Your Angel?, I'm Your Mirror), registrati al Larrabee Sound, Ocean Way e Mad Hafter di Los Angeles, California
- Mastering effettuato al Capitol Records di Hollywood, California da Wally Trougott
- Donald/Lane (Nancy Donald e Tony Lane) - design copertina album
- Jerry Rosengren - fotografia copertina album[4]

## Classifica
Album
| Anno | Classifica             | Posizione raggiunta |
| ---- | ---------------------- | ------------------- |
| 1983 | Billboard 200          | 182                 |
| 1983 | Top R&B/Hip-Hop Albums | 54                  |

Singoli
| Anno | Titolo del brano | Classifica            | Posizione raggiunta |
| ---- | ---------------- | --------------------- | ------------------- |
| 1983 | Too Much Mister  | Hot R&B/Hip-Hop Songs | 45                  |